# Bailly-en-Rivière
Bailly-en-Rivière – miejscowość i gmina we Francji, w regionie Normandia, w departamencie Sekwana Nadmorska.
Według danych na rok 1990 gminę zamieszkiwało 505 osób, a gęstość zaludnienia wynosiła 25 osób/km² (wśród 1421 gmin Górnej Normandii Bailly-en-Rivière plasuje się na 451. miejscu pod względem liczby ludności, natomiast pod względem powierzchni na miejscu 53.).